# Хошимов, Даврон Рустамович
Даврон Рустамович Хошимов (узб. Davron Rustamovich Hoshimov; 24 ноября 1992 года, Ташкент, Узбекистан) — узбекистанский футболист, играющий на позициях защитника и полузащитника. С 2018 года игрок клуба «Навбахор». Выступал за сборную Узбекистана.
Является воспитанником футбольной академии клуба «Пахтакор». До конца 2010 года играл в составе дублёров «Пахтакора», а с начала 2011 года стал привлекаться в основную команду. Выступал за «Пахтакор» до конца 2017 года. В начале 2018 года перешёл в наманганский «Навбахор».
В 2011—2012 годах выступал за молодёжную и олимпийскую сборные Узбекистана. С 2013 года стал привлекаться в национальную сборную страны, за которую выступал до 2017 года. Дебютировал за национальную сборную 15 ноября 2013 года в матче против сборной Вьетнама. К марту 2015 года сыграл в двух матчах за сборную. После того как летом 2015 года сборную возглавил Самвел Бабаян, Хошимов стал регулярно вызываться для участия в матчах сборной, и в большинстве случаев попадал в основной состав сборной. По состоянию на конец 2017 года, сыграл за сборную Узбекистана 16 матчей.

## Достижения
- Чемпион Узбекистана (3): 2012, 2014, 2015
- Бронзовый призёр чемпионата Узбекистана: 2011
- Обладатель Кубка Узбекистана: 2011
- Финалист Суперкубка Узбекистана: 2015